# Stepanivka Perșa, Prîazovske
Stepanivka Perșa (în ucraineană Степанівка Перша) este localitatea de reședință a comunei Stepanivka Perșa din raionul Prîazovske, regiunea Zaporijjea, Ucraina.

## Demografie
Componența lingvistică a localității Stepanivka Perșa
     Ucraineană (85,66%)
     Rusă (14,1%)
     Alte limbi (0,16%)
Conform recensământului din 2001, majoritatea populației localității Stepanivka Perșa era vorbitoare de ucraineană (85,66%), existând în minoritate și vorbitori de rusă (14,1%).